# توم فون برنس
توم فون برنس (بالألمانية: Tom von Prince)‏ هو جندي ألماني، ولد في 9 يناير 1866 في بورت لويس في موريشيوس، وتوفي في 4 نوفمبر 1914 في تنجا في تنزانيا.